# Rudziszki (chutor w sielsowiecie Ryteń)
Rudziszki (biał. Рудзішкі, Rudziszki; ros. Рудишки, Rudiszki; pol. hist. Rudziszki Podwilejskie, Rudzieniszki) – chutor na Białorusi, w obwodzie grodzieńskim, w rejonie ostrowieckim, w sielsowiecie Ryteń, nad Wilią.

## Historia
W czasach zaborów w gminie Bystrzyca, w powiecie wileńskim, w guberni wileńskiej Imperium Rosyjskiego.
W dwudziestoleciu międzywojennym zaścianek leżący w Polsce, w województwie wileńskim, w powiecie święciańskim, w gminie Kiemieliszki.
W 1931 w 1 domu zamieszkiwało 11 osób.
Po II wojnie światowej w granicach Związku Sowieckiego. Od 1991 w niepodległej Białorusi.